# HD 27026
HD 27026，又名BD+41 844，SAO 39447、HR 1328，是一颗恒星，视星等为6.22，位于銀經158.72，銀緯-5.93，其B1900.0坐标为赤經4h 11m 12.6s，赤緯+41° -5.93′ 43″。